# 生产定额
生产定额，或称生产配额、生产限额、生产预计额，是商品的生产定额。它通常由政府或组织设定，可以应用于个体工人、公司、行业或国家。

## 例子
- 欧佩克的石油生产
- 欧盟的共同农业政策
- 建筑工人的生产配额增加了10％，引发了东德六一七事件。

## 参看
- 进口配额
- 个人捕捞配额
- 计划经济